# Hr. Petersens Debut
Hr. Petersens Debut er en dansk stumfilm fra 1915, der er instrueret af Alfred Cohn efter manuskript af Alfred Kjerulf.

## Handling
Denne artikel mangler et handlingsreferat. Hjælp os med at skrive det.

## Medvirkende
- Frederik Buch - Hr. Petersen
- Torben Meyer - Nalle, skuespiller
- Carl Schenstrøm - Balle, skuespiller
- Christian Schrøder